# Microdytes mazzoldii
Microdytes mazzoldii – gatunek wodnego chrząszcza z rodziny pływakowatych, podrodziny Hydroporinae i plemienia Hyphydrini.

## Taksonomia
Gatunek opisany został w 1998 roku przez Günthera Wewalkę i Liang-Jong Wanga. Nazwa gatunkowa została nadana cześć Paolo Mazzoldiego.

## Opis
Ciało długości 1,3 do 1,4 mm i szerokości od 0,8 do 1 mm, wydłużenie owalne, silnie wypukłe. Głowa rudoceglasta, drobno, umiarkowanie rzadko punktowana. Rządek większych punktów obok oczu. Czułki żółtoceglaste. Przedplecze rudoceglaste, niewyraźnie rdzawe wzdłuż tylnej krawędzi, cienko obrzeżone, regularnie zaokrąglone, umiarkowanie nieregularnie punktowane. Pokrywy jednolicie rdzawe, regularnie, umiarkowanie silnie punktowane, z dwoma rzędami silniejszych punktów, silnie błyszczące. Odnóża barwy ceglastej.

## Występowanie
Gatunek ten jest endemitem Indonezji, znanym wyłącznie z Borneo.